# Erfdienstbaarheid
Een erfdienstbaarheid of servituut is een zakelijk recht, en wel een last, waarmede een onroerende zaak - het dienend of lijdend erf - ten behoeve van een andere onroerende zaak - het heersend erf - is bezwaard. Een erfdienstbaarheid kan ontstaan door vestiging of door verjaring of kan door de wet worden opgelegd. De last die een erfdienstbaarheid op het dienende erf legt bestaat in een verplichting om op, boven of onder een der beide erven iets te dulden of niet te doen. In de akte van vestiging van een erfdienstbaarheid kan aan de eigenaar van het heersende erf de verplichting worden opgelegd aan de eigenaar van het dienende erf op al dan niet regelmatig terugkerende tijdstippen een geldsom - de retributie - te betalen. Verjaring houdt in dat iets al lang is geduld, en dat dit dulden daardoor vervolgens een verplichting wordt.
Een erfdienstbaarheid wordt in Nederland in het kadaster ingeschreven, in België in kantoor van de Algemene Administratie van de Patrimoniumdocumentatie (art. 1 Hypotheekwet), in de volksmond ook kadaster genoemd.
Bij verkoop blijft een erfdienstbaarheid bestaan. Dit wordt aan de nieuwe eigenaar medegedeeld.

## Voorbeelden
- het recht van klauwengang en stoppelweide, dat bestond in België tot 1962.
- Recht van overpad of recht van toegang. Dit is vanzelfsprekend als een erf alleen via een ander erf bereikbaar is. Bij woningen komt het vaak voor dat de achtertuin via een pad bereikbaar is en ook dan geldt er een erfdienstbaarheid, hoewel de voordeur van de woning aan de openbare weg ligt. Bij recht van overpad betaalt het heersende erf mee aan het onderhoud.
- Wanneer een erf belast is met een erfdienstbaarheid non-aedificandi betekent dit dat er op het lijdend erf niet of slechts in zeer beperkte mate gebouwd mag worden. De last dient dan bijvoorbeeld om een vrij uitzicht of een recht op wind nabij een windmolen te vrijwaren, of om een groenbeplanting aan te leggen. Vaak gaat het om een erfdienstbaarheid van algemeen nut zoals innemingen voor pijpleidingen of voor nutsvoorzieningen. In het verleden werden gronden of eigendommen die gelegen waren binnen een bepaalde straal rondom een vesting bezwaard met een militaire erfdienstbaarheid non-aedificandi. Met het oog op het waarborgen van een vrij schootsveld ten tijde van oorlog, was permanente bebouwing absoluut verboden. Niet-permanente bebouwing (houten constructies) werd wel toegestaan, omdat die snel gesloopt konden worden.
- Bij rijtjeshuizen loopt het regenwater door de gemeenschappelijke dakgoot. In dat geval is de erfdienstbaarheid meestal wederzijds: beide buren dulden dat het water van de andere buur door het eigen deel van de goot loopt.
- Leidingen (telefoon, water, riolering) lopen door de grond van het naburige erf. Nutsbedrijven kunnen opleggen dat de leidingstrook niet bebouwd of beplant mag worden.
- Ook kan een erfdienstbaarheid bestaan uit een plicht die vervuld moet worden, zoals het betalen in natura dat ook nu nog voorkomt, bijvoorbeeld het leveren van een mud graan op midwinter of het bedienen van een brug enzovoort.

## Nederland
Erfdienstbaarheden worden geregeld in artikel 70 van Boek 5 van het Nederlandse Burgerlijk Wetboek.
De erfdienstbaarheid kan afgekocht worden, wat onder andere gebeurd is na de bouw van de molen Het Fortuin te Zaandijk in 1719 in de buurt van de molen de Star die al in 1645 werd gebouwd met de erfdienstbaarheid dat er in de naaste omgeving geen andere molen gebouwd mocht worden. De erfdienstbaarheid werd in 1721 afgekocht.

## België
Erfdienstbaarheden worden geregeld in het Burgerlijk Wetboek (artikel 637-710bis) en in het Veldwetboek.